# Luc Triangle
Luc Triangle (Leuven, 3 oktober 1961) is een Belgisch syndicalist en bestuurder.

## Levensloop
Triangle studeerde van 1979 tot 1982 sociaal werk aan de sociale hogeschool te Heverlee en van 1989 tot 1992 fiscale wetenschappen te Leuven.
In 1982 werd hij actief bij de ACV Jongeren, waarvan hij in 1984 verantwoordelijke werd van de Leuvense afdeling. In 1986 werd hij hoofd van de vormingsdienst van het ACV Leuven en in 1988 van ACV-Metaal. Van deze vakcentrale was hij vervolgens van 1996 tot 2011 coördinator van de internationale werking. Ook was hij directeur van het 'Elewijt Center'.
In 2011 volgde hij zijn landgenoot Patrick Itschert op als algemeen secretaris van de Europese Vakbondsfederatie voor Textiel, Kleding en Leder (ETUF:TCL). Toen deze vakbondsfederatie in mei 2012 fuseerde met de Europese Federatie voor Werknemers in de Mijnbouw, Chemie en Energiesector (EMCEF) en de Europese Metaalbond (EMB) tot IndustriAll Europe (deel van het Europees Vakverbond - EVV/ETUC), werd hij aangesteld tot adjunct-algemeen secretaris. Tijdens het 2e industriAll Europe congres te Madrid werd hij vervolgens verkozen tot algemeen secretaris van deze vakbondsfederatie. Tijdens het 3de industriAll Europe congres in 2021 werd hij herkozen. 
In mei 2023 werd hij ad interim secretaris-generaal van ITUC, het Internationaal Vakverbond dat 200 miljoen leden organiseert in 167 landen. Tijdens een buitengewoon congres op 12 oktober 2023 werd hij verkozen met unanimiteit tot secretaris-generaal van ITUC.